# 舊羅典神學校
32°44′3.1″N 129°52′11.6″E / 32.734194°N 129.869889°E

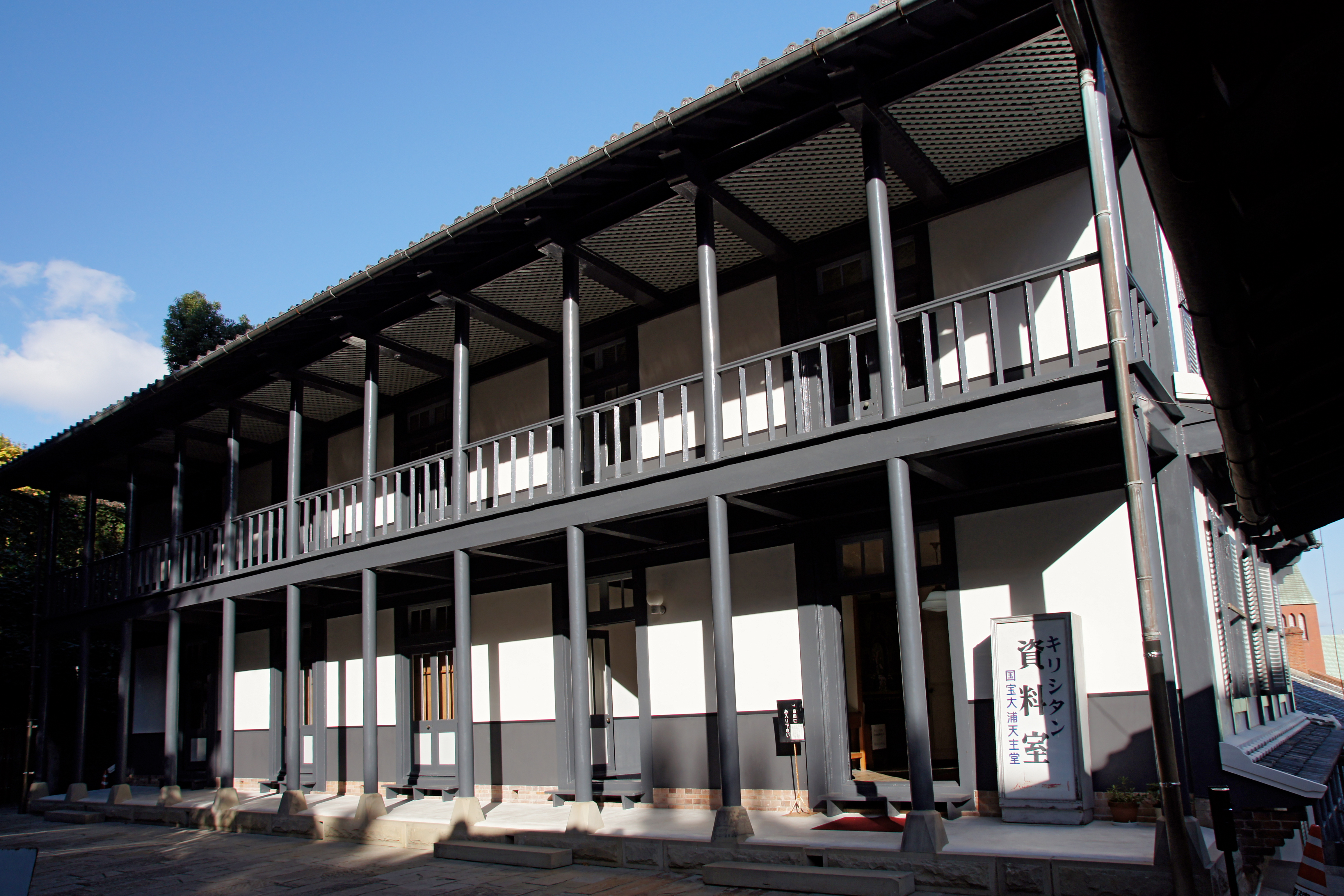

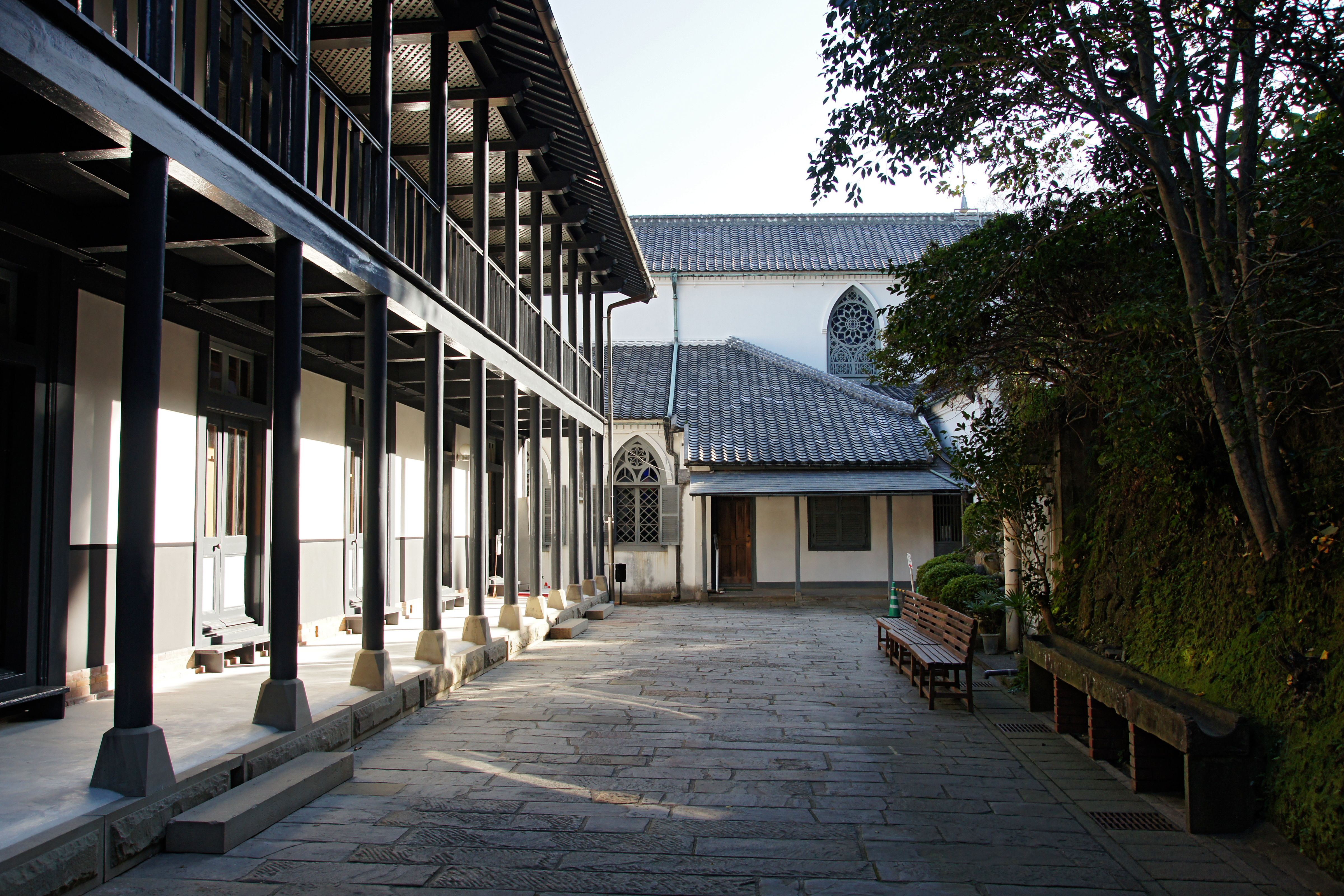
大浦天主堂与旧羅典神学校（左）

旧羅典神学校是日本長崎縣長崎市的一座历史建筑，被日本政府列为重要文化財。目前该建筑为天主教长崎总教区的资料室。
1875年，天主教巴黎外方传教会传教士贝尔纳·珀蒂让（Bernard-Thadée Petitjean）为在日本培养神父，创办長崎公教神学校，毗邻大浦天主堂及旧长崎总主教府。
1972年5月15日列为日本重要文化財。2007年被列入世界遺産预备名单“長崎教会建筑群”。